# Jiří Šanda
Jiří Šanda (* 18. května 1977) je bývalý český fotbalista, záložník.

## Fotbalová kariéra
V české lize hrál za FC Viktoria Plzeň. Nastoupil ve 2 ligových utkáních.

## Ligová bilance
| Ročník                          | Zápasy | Góly | Klub              |
| ------------------------------- | ------ | ---- | ----------------- |
| 1. česká fotbalová liga 1994/95 | 1      | 0    | FC Viktoria Plzeň |
| 1. česká fotbalová liga 1995/96 | 1      | 0    | FC Viktoria Plzeň |
| CELKEM 1. česká liga            | 2      | 0    |                   |